# 地標頂峰公寓

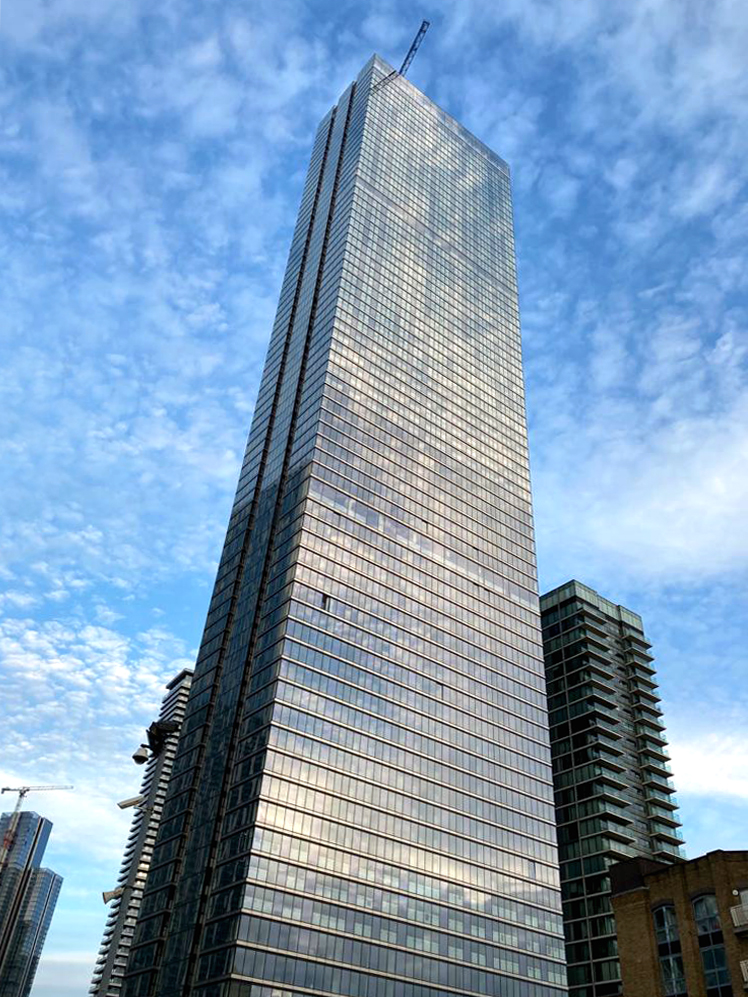

地標頂峰公寓（Landmark Pinnacle）是英國倫敦的一棟高233-（764-英尺）的摩天大樓，位於道格斯島。這座建築是歐洲最高的公寓樓。這一公寓在開發時曾名為City Pride，得名於曾位於這裡的酒吧。

## 外部連結
- Official site （页面存档备份，存于）
- 维基共享资源上的相關多媒體資源：地標頂峰公寓

51°30′10″N 0°01′32″W / 51.502667°N 0.025417°W